# Maître de la Virgo inter Virgines
Le Maître de la Virgo inter Virgines est un peintre et sculpteur anonyme néerlandais actif à Delft entre 1483 et 1498. Il est nommé d'après le retable de la Vierge avec les saintes Catherine, Cécile, Ursule et Barbe qui ornait jadis l'intérieur du couvent de Konigsveld, et est aujourd'hui exposé au Rijksmuseum à Amsterdam. 
Ce Maître a été décrit comme étant le peintre « réaliste » le plus intransigeant parmi ses contemporains, et très peu préoccupé par l'élégance, il est également considéré comme l'un des précurseurs de la peinture hollandaise.
Selon Frédéric Elsig, le Maître de la Virgo inter Virgines a exercé une influence directe ou indirecte sur les plus anciennes œuvres de Jérôme Bosch, et notamment sur le Portement de croix de Vienne (vers 1490-1495). Elsig estime possible l'hypothèse d'un passage de Bosch par l'atelier du maître delftois à l'occasion de son tour de compagnonnage, entre 1476 et 1480.

## Autres œuvres répertoriées
- Crucifixion, Musée des Offices[2]
- Panneau central d'une Crucifixion, v. 1490, Huile sur panneau, 219 x 196 cm, Barnard Castle, Bowes Museum[3]
- La déploration du Christ, huile sur panneau, 79 x 65 cm, hôpital Saint-Nicolas à Enghien (Belgique)[4],[5]
- Lamentations sur le Christ mort, v. 1486, huile sur panneau, 55.2 x 54.1 cm, Walker Art Gallery, Liverpool [6]

## Sources et bibliographie
- (en) Cet article est partiellement ou en totalité issu de l’article de Wikipédia en anglais intitulé « Master of the Virgo inter Virgines » (voir la liste des auteurs).
- (en) « Master of the Virgo inter Virgines » dans The Concise Grove Dictionary of Art.